# Бауэр, Ида
Ида Бауэр (Дора) (нем. Ida Bauer, нем. Dora; 1 ноября 1882, Вена — 21 декабря 1945, Нью-Йорк, Нью-Йорк) — сестра австрийского политика Отто Бауэра. Она стала известна благодаря делу «Дора» в психоанализе Зигмунда Фрейда.

## Биография
Ида Бауэр была дочерью текстильного промышленника Филиппа Бауэра (1853–1913) и его жены «Кете» Катарины Бауэр (1862–1912). С восьмилетнего возраста Ида страдала мигреней и нервным кашлем. Мигрень исчезла с 16 лет, однако на ее месте появилась афония. Иде было 16 лет, когда ее показали Фрейду, который уже лечил её отца. Однако лечение не проводилось, поскольку симптомы быстро улучшились. Только с 18 лет была начата терапия. Этому предшествовала смена настроения, но особенно письмо родителям с угрозами о самоубийстве и потеря сознания после споров с отцом. Анализ длился всего три месяца, после чего Ида прекратила терапию, но, как описывает Фрейд в эпилоге, через четверть года она снова появилась у Фрейда. Терапия Фрейда, начатая в 1900 году, была успешной лишь в определенной степени, но дело «Дора» вдохновило его разработать свою теоретическую концепцию переноса.
В 1904 году Ида Бауэр вышла замуж за предпринимателя и композитора Эрнста Адлера (1873-1932). Их сын Курт Герберт Адлер стал дирижёром и занял должность дирижера и оперного директора Оперы Сан-Франциско. В 1939 году Ида Бауэр смогла сбежать в Нью-Йорк через Францию, где она умерла от рака в 1945 году.

## Дело «Дора»
Описание дела «Дора» Фрейда разделено на пять частей.
В предисловии Фрейд описывает обязательство врача сохранять конфиденциальность, особенно учитывая интимность содержания разговора относительно сексуальности и фантазий пациента, и оправдывает свою публикацию с заверением, что он сделал все для того, чтобы избежать идентификации личности. На самом деле, Фрейд уже написал публикацию в 1901 году, но опубликовал её только в 1905 году из соображений конфиденциальности. Фрейд опубликовал произведение только тогда, когда изменил детали жизни Иды Бауэр, вероятно, ее брак и имя. Фрейд в своем подходе во многом полагался на протоколы памяти, потому что он считал, что запись при приёме будет мешать. Фрейд подчёркивает значение толкования сна в этом контексте как «…непременное условие для понимания психических процессов истерии и других психоневрозов…» (Studienausgabe, т. VI, с. 90). Далее Фрейд описывает, что он принципиально поменял свою технику с момента публикации «Исследований об истерии» (Йозеф Бройер и Зигмунд Фрейд, 1895). Он заменил её свободной ассоциацией идей пациентов, чтобы получить бессознательный материал, который смог бы понять симптомы.
В главе о состоянии болезни Иды Фрейд в первую очередь указывает на неполный характер отчётов о ее жизни и болезнях, которые Фрейд характеризует как «теоретически необходимый коррелятор» (Studienausgabe, т. VI, с. 96) симптомов. Целью лечения является достижение понятной и полной истории. Можно сказать, что для Фрейда важной целью анализа является реконструкция истории жизни. Фрейд придаёт большое значение семейной и социальной среде пациента, а также соматическим фактам для понимания симптомов. С точки зрения семейных отношений Фрейд сначала описывает отца как богатого, но уже давно очень больного мужчину. У него был туберкулез, когда Иде было шесть лет, отслоение сетчатки, когда ей было десять лет, после чего спустя два года паралич, растерянность и психологические проблемы, приведшие его к терапии у Фрейда. У него обнаружили сифилис. Фрейд характеризует своего персонажа как талантливого, активного, а также «фундаментом» жизни Иды. С другой стороны Фрейд описывает его как не совсем честного, это, пожалуй, является тем пунктом, который мог бы быть очень важным для Иды. Отец был в возрасте от 45 до 50 лет, когда он привёл Иду на лечение к Фрейду. Фрейд характеризует отношения Иды с отцом как нежные, что усугублялось болезнями отца.
Ида Бауэр по существу рассказала Фрейду два сна.
Первый сон: «В доме пожар, рассказывает Дора, отец стоит перед моей кроватью и будит меня. Я быстро одеваюсь. Мама все ещё хочет спасти свою коробку с ювелирными изделиями, но папа говорит: Я не хочу, чтобы я и мои дети сгорели из-за твоей коробки с драгоценностями. Мы спешим, и как только я снаружи, я просыпаюсь» (по Фрейду: Фрагменты анализа истерии, Studienausgabe, т. VI, с. 136).
Во втором, гораздо более длинном сне, Дора гуляет по неизвестному ей городу. Затем она заходит в дом, где она живет, и находит в своей комнате письмо матери. Она пишет, что поскольку дочь покинула родительский дом без их ведома, она не рассказала ей о болезни отца. Теперь он умер, и если дочь захочет, она может прийти. Дора спешит к железнодорожному вокзалу и сто раз спрашивает, где он. Она постоянно получает ответ, что он находится в пяти минутах ходьбы от неё. Тогда Дора заходит в густой лес и спрашивает одного человека. Тот отвечает, что до железнодорожного вокзала примерно два с половиной часа. Он предлагает сопровождать Дору, но она отказывается. Она видит здание вокзала перед собой, но чувствует себя парализованной и не может туда попасть. Наконец, в родительском доме горничная открывает дверь Доре и говорит, что все уже на похоронах.
Фрейд толковал эти сны, учитывая сложную семейную ситуацию в семье Бауэра.
Ида Бауэр регулярно ухаживала за детьми семьи К. (настоящее имя Целленко), мать которых (Пеппина Целленка) имела у Мерано долговременные отношения с Филиппом Бауэром, у которого была болезнь легких. С другой стороны, согласно рассказу Иды, господин К. (Ганс Целленка) неоднократно сексуально домогался её впервые, когда ей было всего 14 лет.
В конце концов Фрейд трактовал сны как выражение подавленных сексуальных желаний Иды к собственному отцу, господину К. и госпоже К. — толкование, которое в последнее время вызывает много критики.
Ида Бауэр прекратила терапию, начатую в 1900 году, спустя 11 недель, что разочаровало Фрейда. Однако через некоторое время она посетила Фрейда и сообщила, что большинство ее симптомов прошли после того, как сообщила отцу, его любовнице и мужу свой опыт и все они его подтвердили. Однако, как сообщает, психоаналитик Феликс Дойч – семейный врач Иды в 1923 году – снова обнаружил практически параноическое поведение и всеобщую ненависть к мужчинам.
В более поздние годы Пеппина Целленка была любимой партнершей по бриджу Иды.

## В литературе
В 2018 году появился роман «Ида», в котором правнучка Иды Бауэр Катарина Адлер пересказывает историю Иды Бауэр как вымышленное произведение с добавлением исторических исследований.